# Kumisisjön
Kumisisjön (georgiska: კუმისის ტბა) är en sjö i Georgien. Den ligger i den östra delen av landet, 12 km söder om huvudstaden Tbilisi. Kumisisjön ligger cirka 470 meter över havet. Arean är 4,4 kvadratkilometer.